# Victor Bendix
Victor Bendix   (Copenhaguen, 17 de maig de 1851 - Frederiksberg, 5 de gener de 1926) fou un compositor, director d'orquestra, i pianista danès jueu, casat amb Rigmor Stampe Bendix. Els seus germans grans Otto Bendix i Fritz Bendix eren oboista / pianista i violoncel·lista respectivament. Victor Bendix va tenir un fill, el pianista Victor Schiøler, amb una amant.

## Biografia
Victor Bendix va rebre lliçons de música del seu germà Otto i ja va començar a compondre quan encara era un noi. Es va formar com a pianista al Reial Conservatori Danès de Música on durant dos anys va estudiar teoria de la música i composició sota la direcció de Johan Peter Emilius Hartmann, Niels Gade i August Winding A continuació fou director de cor i repetiteur per a Det Kongelige Teater, professor de piano i pianista de concerts. El 1882 va ser guardonat amb la beca Det anckerske Legat i va romandre durant molt de temps a Alemanya i Rússia. Posteriorment va ser director dels Concerts Filharmònics, danès: De filharmoniske Koncerter 1897-1901, que ell mateix va iniciar, i on va dirigir les representacions de dues òperes de Wagner, Siegfried i Tristan und Isolde, així com la primera representació danesa de l'òpera Don Carlos de Giuseppe Verdi (1915). Va dirigir les seves pròpies obres, inclòs també l'estranger; així a Alemanya el 1903, a Anglaterra el 1909 i a Finlàndia el 1921. Des del 1898 fou professor del Reial Conservatori Danès.
Va ser actiu com a pianista durant tota la seva vida i va interpretar un gran nombre de grans composicions fins als seus darrers anys de vida. D'altra manera, va mantenir el seu interès actiu per la música, per la qual cosa va presidir l'Associació Solista, danès: Solistforeningen (1922-26) i va compondre, entre altres coses, la marxa de festa d'aquesta Associació.
També va ser amic de Carl Nielsen, el qual li va dedicar la seva Suite simfònica per a piano (1894).

## Obres seleccionades
- Simfonies
  - Simfonia núm. 1, op. 16, "Fjældstigning" (Escalada de muntanya) en do major (1882)[5][6]
  - Simfonia núm. 2, op. 20 "Sommerklange fra Sydrusland" (Sons d'estiu des del sud de Rússia) en re major (1888)[5][6]
  - Simfonia núm. 3, op. 25 en la menor (1895)[5][6]
  - Simfonia núm. 4, op. 30 en re menor (1904-5)[7] (estrena estatunidenca per l'Orquestra Simfònica de Boston, 26 d'abril de 1907, dirigida per Karl Muck)[8]
- Obres concertants
  - Concert per a piano en sol menor, op. 17 (1884)[9]
- Obres orquestrals
  - Dansa suite, op. 29 (1903)[7] (interpretació dirigida pel mateix Bendix el 1921)
- Música de cambra 
  - Trio per a piano en la major, op. 12 (1877)[7]
  - Sonata per a piano en sol menor, op. 26 (publicada el 1901)[10]
  - Intermezzo per a piano (publicat el 1916)